# Secondo Barisone
Secondo Barisone (Pozzolo Formigaro, 29 marzo 1925 – Pozzolo Formigaro, 14 luglio 2002) è stato un ciclista su strada italiano, professionista dal 1946 al 1950.

## Carriera
Ebbe una carriera breve, con pochi successi solo tra i dilettanti, tra cui la vittoria al Giro del Piemonte 1945, e alcuni piazzamenti, come il terzo posto alla Coppa Bernocchi 1945. Dal 1946 al 1950 fu attivo come professionista, vestendo anche i colori della Bianchi e della Welter; partecipò a due edizioni del Giro d'Italia, nel 1946 e 1947. Nel 1950 si ritirò per emigrare in Argentina, dalla quale fece ritorno dopo pochi anni.

## Palmarès
- 1945 (dilettanti)

Giro del Piemonte
- 1946 (dilettanti)

Gran Premio della Liberazione - Torino

## Piazzamenti

### Grandi giri
- Giro d'Italia

1946: 19º
1947: 47º

### Classiche
- Milano-Sanremo

1947: 43º
1948: ritirato
- Giro di Lombardia

1945: 41º